# Vërmicë
Vërmicë / Vrmnica (cyr. Врмница) – wieś w Kosowie, w regionie Prizren, w gminie Malishevë/Mališevo. W 2011 roku liczyła 985 mieszkańców. 